# Medalla d'Or de la Generalitat de Catalunya

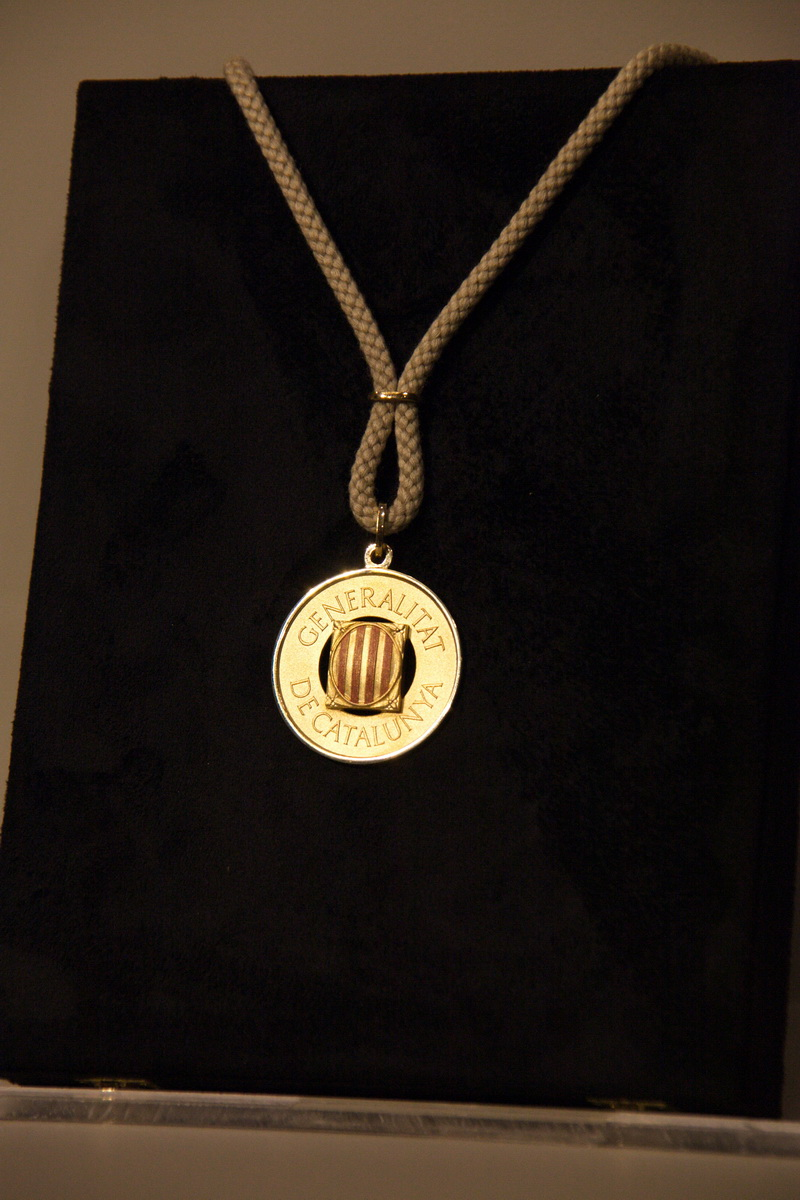
Medalla d'Or de la Generalitat de Catalunya

De Medalla d'Or de la Generalitat de Catalunya (Catalaans) of de Gouden medaille van de Generalitat van Catalonië is de hoogste burgerlijke onderscheiding die de Catalaanse regering toekent aan personen of organisaties die door hun activiteiten op politiek, economisch, sociaal, cultureel of wetenschappelijk vlak ertoe bijgedragen hebben het Catalaanse patrimonium uit te breiden en bekend te maken.
De onderscheiding werd in 1978 door de overgangsregering onder de leiding van de voorlopige president Josep Tarradellas in de periode tussen het overlijden van Francisco Franco en de democratische federale Spaanse grondwet van 1979 opgericht. Het eerste reglement was nogal summier en haastig geschreven. In 2004 volgde een gecorrigeerde versie.
De kandidaten voor de prijs worden voorgedragen door de president van de Generalitat of door een van de leden van de regering. Het secretariaat van de president onderzoekt vervolgens de verdiensten van de voorgedragen persoon of organisatie. Daarna beslist de regering, traditioneel in de laatste kabinetsvergadering voor de Catalaanse Nationale Feestdag op 11 september, dag waarop de president de medaille plechtig uitreikt. Behalve enkele uitzonderingen voorzien in het decreet van 2004, kan de medaille elk jaar maximaal aan twee personen of organisaties toegekend worden.  De medaille is een eervolle onderscheiding zonder dotatie. De bekroonde personen mogen zich levenslang de titel excel•lentíssim/a (uitmuntend) dragen en hebben protocollaire voorrang op evenementen die de Catalaanse regering organiseert.
Op de voorkant draagt de medaille de tekst "Generalitat de Catalunya" en het embleem, op de keerzijde staat Medalla d'Or, het embleem en de naam van de bekroonde persoon. De medaille met een diameter van 49 mm weegt 45 gram en is van goud. Samen met de medaille krijgt de gedecoreerde ook een gouden reversknopje van 17 mm diameter.

## Bekroonde personen en organisaties
| Jaar | Persoon of organisatie                                                            | Verdienste                                                        |
| ---- | --------------------------------------------------------------------------------- | ----------------------------------------------------------------- |
| 1978 | Joan Miró i Ferrà                                                                 | Schilderkunst                                                     |
| 1979 | Pau Casals i Defilló                                                              | Muziek                                                            |
| 1980 | Joan Coromines i Vigneaux                                                         | Taalkunde                                                         |
| "    | Josep Pla i Casadevall                                                            | Literatuur                                                        |
| "    | Salvador Espriu i Castelló                                                        | Literatuur                                                        |
| "    | Frederic Mompou i Dencausse                                                       | Muziek                                                            |
| "    | Jordi Rubió i Balaguer                                                            | Literatuur, opbouw van het bibliotheekwezen                       |
| 1981 | Joan Rebull Torroja                                                               | Beeldhouwkunst                                                    |
| "    | Josep Vicenç Foix i Mas                                                           | Literatuur                                                        |
| "    | Josep Lluís Sert i López                                                          | Architectuur                                                      |
| "    | Salvador Dalí i Domènech                                                          | Schilderkunst                                                     |
| 1982 | Montserrat Caballé i Folc                                                         | Muziek                                                            |
| "    | Victòria dels Àngels López i Garcia                                               | Muziek                                                            |
| "    | Apel·les Fenosa i Florensa                                                        | Beeldhouwkunst                                                    |
| 1983 | Joan Fuster i Ortells                                                             | Literatuur                                                        |
| "    | Francesc de Borja Moll i Casasnovas                                               | Literatuur en taalkunde                                           |
| "    | Antoni Tàpies i Puig                                                              | Schilderkunst                                                     |
| "    | Alícia de Larrocha i de la Calle                                                  | Muziek                                                            |
| 1984 | Josep Carreras i Coll                                                             | Muziek                                                            |
| "    | Antoni Clavé i Sanmartí                                                           | Schilderkunst                                                     |
| 1985 | Joan Antoni Samaranch i Torelló                                                   | Sport                                                             |
| "    | Miquel Batllori i Munné                                                           | Religie en geschiedenis                                           |
| 1986 | Frederic Marès i Deulovol                                                         | Beeldhouwkunst, opvoedkunde en geschiedenis                       |
| 1987 | niet toegekend                                                                    | -                                                                 |
| 1988 | Federico Mayor Zaragoza                                                           | Politiek                                                          |
| "    | Raimon Noguera i de Guzman                                                        |                                                                   |
| "    | Joan Sardà i Dexeus                                                               | Economie                                                          |
| "    | Miquel Coll i Alentorn                                                            | Politiek                                                          |
| 1989 | niet toegekend                                                                    | -                                                                 |
| 1990 | Ramon Aramon i Serra                                                              | Literatuur en taalkunde                                           |
| 1991 | Narcís Jubany i Arnau                                                             | Godsdienst                                                        |
| 1992 | niet toegekend                                                                    | -                                                                 |
| 1993 | Ramon Roca i Puig                                                                 | Godsdienst                                                        |
| 1994 | niet toegekend                                                                    | -                                                                 |
| 1995 | niet toegekend                                                                    | -                                                                 |
| 1996 | niet toegekend                                                                    | -                                                                 |
| 1997 | Jaume Aragall i Garriga                                                           | Muziek                                                            |
| "    | Raimon Pelegero i Sanchís                                                         | Muziek                                                            |
| "    | Klooster van Montserrat                                                           | Godsdienst                                                        |
| 1998 | niet toegekend                                                                    | -                                                                 |
| 1999 | Miquel Martí i Pol                                                                | Literatuur                                                        |
| "    | Xavier Montsalvatge i Bassols                                                     | Muziek                                                            |
| 2000 | Pierre Vilar                                                                      | Geschiedenis                                                      |
| "    | Josep Benet i Morell                                                              | Literatuur                                                        |
| 2001 | Joan Triadú i Font                                                                | Literatuur                                                        |
| "    | Hospital de la Santa Creu i Sant Pau                                              | Gezondheidszorg                                                   |
| "    | Jordi Carbonell i de Ballester                                                    | Taalkunde en politiek                                             |
| 2002 | niet toegekend                                                                    | -                                                                 |
| 2003 | Josep Maria Castellet i Díaz de Cossío                                            | Literatuur                                                        |
| "    | Francesc Candel Tortajada                                                         | Literatuur                                                        |
| "    | Ramon Margalef i López                                                            | Wetenschap en ecologie                                            |
| "    | Joaquim Molas i Batllori                                                          | Literatuur                                                        |
| "    | Antoni Pladevall i Font                                                           | Literatuur                                                        |
| 2004 | Joan Oró i Florensa                                                               | Wetenschap                                                        |
| 2005 | Gregorio López-Raimundo                                                           | Politiek                                                          |
| "    | Joan Reventós i Carner                                                            | Politiek                                                          |
| "    | La Caixa                                                                          | Economie                                                          |
| 2006 | Antoni Gutiérrez Díaz                                                             | Politiek                                                          |
| 2007 | Jordi Pujol i Soley                                                               | Politiek                                                          |
| "    | Pasqual Maragall i Mira                                                           | Politiek                                                          |
| 2008 | Moisès Broggi i Vallès                                                            | Geneeskunde                                                       |
| "    | Montserrat Carulla i Ventura                                                      | Dramatische kunst                                                 |
| 2009 | De bevolking van Mexico                                                           | Het onthaal van de Catalaanse vluchtelingen                       |
| "    | Cos de Bombers de la Generalitat de Catalunya (Brandweerkorps van de Generalitat) | Professionalisme in de openbare dienst                            |
| 2010 | Jordi Solé i Tura                                                                 | Burgerlijk engagement en politieke loopbaan (postuum)             |
| "    | Institut d'Estudis Catalans                                                       | Meer dan een eeuw onderzoek op het vlak van de Catalaanse cultuur |
| "    | Klooster van Poblet                                                               | Culturele en historische staat van dienst                         |
| 2011 | Heribert Barrera i Costa                                                          | Politiek (postuum)                                                |
| 2012 | Josep Maria Ainaud de Lasarte                                                     | Kunstgeschiedenis                                                 |
| "    | Antoni Maria Badia i Margarit                                                     | Taalkunde                                                         |
| 2013 | Lluís Martínez Sistach                                                            | Kardinaal                                                         |
| "    | Max Cahner i Garcia                                                               | Literatuur (postuum)                                              |
| "    | Oriol Bohigas i Guardiola                                                         | Architectuur                                                      |
| 2014 | Jordi Savall                                                                      | Muziek                                                            |
| 2015 | Neus Català i Pallejà                                                             |                                                                   |
| "    | Josep Maria Espinàs i Massip                                                      | Literatuur                                                        |
| "    | Joan Rodés i Teixidor                                                             |                                                                   |
| 2016 | Muriel Casals i Couturier                                                         | Economie en politiek (postuum)                                    |